# 立脇和夫
立脇 和夫（たてわき かずお、1935年1月17日 - ）は、日本の経済学者、早稲田大学名誉教授。

## 略歴
島根県出雲市生まれ。1959年神戸大学経営学部卒、1989年「在日外国銀行史の研究 幕末開港から条約改正まで」で経済学博士。日本銀行に勤務しワシントン大学に学ぶ。1984年長崎大学経済学部助教授に転じ、1987年教授、1988年静岡県立大学国際関係学部教授、1992年早稲田大学商学部教授。2005年定年、名誉教授。

## 著書
- 『在日外国銀行』1978 教育社新書 産業界シリーズ
- 『アメリカの金融制度』教育社入門新書 時事問題解説 1979
- 『金融大革命 アメリカから日本へ』東洋経済新報社 1982
- 『在日外国銀行史 幕末開港から条約改正まで』日本経済評論社 1987
- Banking and Finance in Japan : An Introduction to the Tokyo Market , Routledge 1991
- 『明治政府と英国東洋銀行』1992 中公新書
- 『改正日銀法 日本銀行の独立性は確保できるか』東洋経済新報社 1998
- 『在日外国銀行百年史 1900～2000年』日本経済評論社 2002
- 『外国銀行と日本 在日外銀一四〇年の興亡』蒼天社出版 2004
- 『HSBCの挑戦』蒼天社出版 2006

### 共編
- 『国際社会と国際協力』中西輝政共編著 北樹出版(国際関係学双書　1990

### 翻訳
- T.F.カーギル, G.G.ガルシア『アメリカの金融自由化』蝋山昌一共訳 東洋経済新報社 1983
- 『ケインズ全集 第27巻　戦後世界の形成-雇用と商品 1940～46年の諸活動』ドナルド・モグリッジ編　平井俊顕共訳 東洋経済新報社 1996
- アンマリー・ミューレンダイク『アメリカの金融政策と金融市場』小谷野俊夫共訳 東洋経済新報社 2000
- 欧州中央銀行『欧州中央銀行の金融政策』小谷野俊夫共訳 東洋経済新報社 2002

## 論文
- ＜立脇和夫